# Château Blanat
Le château Blanat est un château français implanté sur la commune de Saint-Michel-de-Bannières dans le département du Lot, en région Occitanie. Ses parties les plus anciennes remontent au XVe siècle.

## Description du château
Construit sur une esplanade qui domine le nord du Haut-Quercy, depuis le château de Turenne jusqu’au Puy d'Issolud, lieu présumé de la dernière bataille de la guerre des Gaules, le château Blanat a été bâti dans la deuxième moitié du XVe siècle pour Gausbert de Blanat, co-seigneur de Saint-Michel de Bannières et vassal du vicomte de Turenne. Les Blanat sont une famille de marchands, mentionnée à Martel dans le courant du 14e siècle. Gausbert de Blanat, marié avant 1451 à Guinote de Metge, est co-seigneur de Saint-Michel en 1463.
Constitué d’un corps de logis, de deux tours rondes, dont l’une a conservé ses corbeaux de mâchicoulis, et d’une tour pentagonale à toit de lauzes abritant l’escalier à vis qui dessert les étages, le château est situé à l’extrémité d’un parc très simple. Une série de dépendances complètent le domaine autour du château.
Le château a vu son apparence évoluer au cours des siècles. la présence des armoiries de Marguerite de Sermur (hermines à la bande de gueules), mariée à Raymond de Blanat en 1554, laisse au moins supposer des travaux d'aménagement dans la seconde moitié du XVIe siècle. Les ouvertures de la façade ouest ont été remaniées à la fin du XVIIIe, et une importante campagne de rénovation a été entreprise entre 1854 et la fin du XIXe, avec la surélévation de la tour poivrière, la construction d’un perron accessible par deux escaliers, et l’ajout de balcons et terrasses. L’édifice est amputé d’une aile qui abritait la chapelle, probablement détruite avant la révolution, et dont seuls subsistent une cave voûtée et les arrachements encore visibles sur la tour pentagonale.

## Histoire
La famille de Blanat s’éteint en 1573, lorsque Guynot de Blanat et sa femme, Gabrielle de Reilhac, née de Rilhac, sont assassinés dans la nuit du 3 au 4 novembre dans la grande salle du château, en même temps que leur intendant. Le crime, qui a fait l’objet d’un procès aux minutes très détaillées, n’a jamais été complètement élucidé. Les versions divergent : pour certains, le meurtre est le fait d’une troupe protestante commandée par le capitaine Antoine de Maleville, de sinistre réputation. Pour d’autres, le commanditaire n’est nul autre que le père de Gabrielle, Jean de Rilhac,
baron de Saint-Martin-Valméroux, en Auvergne. En effet, après ce double meurtre, la seigneurie de Blanat lui revient de droit, lui permettant d’avoir une possession au cœur de la Vicomté de Turenne,.
Le château restera dans la famille de Rilhac jusqu’en 1722, année où une de ses descendantes vend le château, afin de régler ses dettes, à Antoine Chameyrac, ancien officier du roi,. Celui-ci transmet par testament la demeure à Henri Dulmet, co-seigneur de Saint-Michel de Bannières, dont les armoiries sont visibles sur une des cheminées du château. Puis, par alliance, le château passe après la révolution à la famille d’Aupias qui le conserve jusqu’au début du XXe. Henri Victor Marie Alfred de Pierre de Bernis, gendre de la famille, recueille alors le château en héritage et découvre les archives de la demeure. Il les transmet à l’abbé Ville, curé de Saint-Michel-de-Bannières, qui en fera don aux Archives départementales du Lot,en 1954. Le château connaît par la suite différents propriétaires qui tous se sont employés à préserver et à restaurer les lieux.
Propriété privée, le château ne se visite pas, mais est ponctuellement ouvert au public à l’occasion d’événements organisés par la mairie de Saint-Michel-de-Bannières,.

## Présence dans la culture populaire
Le triple meurtre de 1573 a inspiré un roman, Le dernier complot des Valois, publié en 2016 par Jean-Marc Becquet.
Le château a également été, en 1976, le lieu de l’enregistrement par Nino Ferrer de l’album éponyme « Blanat », sorti en 1979, et dont la pochette est une photo de la façade nord du château. A cette occasion, le château voit défiler de nombreux artistes, comme Gilbert Montagné ou Mickey Finn,.